# João Pereira Bastos Júnior
João Pereira Bastos Júnior, primeiro e único barão de Itaoca (Campos dos Goitacases, c.1836 — 21 de outubro de 1894 ) foi um nobre brasileiro.
Filho de João José Pereira Bastos e de Leonídia Maria de Jesus Passos, casou-se com Luísa Rosa de Passos e depois com Maria Antônia Pinto Monteiro. Formado pela Faculdade de Direito de São Paulo, em 1860.
Agraciado barão em 11 de dezembro de 1875, era também cavaleiro da Imperial Ordem da Rosa.